# トム・シャドヤック
トム・シャドヤック（Tom Shadyac, 1958年12月11日 - ）はアメリカ合衆国の映画監督・脚本家・プロデューサー・コメディアン。バージニア州出身。

## 略歴
バージニア大学とUCLA School of Theater Film and Televisionで学んだ。その後ロサンゼルスに移り、ボブ・ホープのジョーク・ライターの一員となる。
『ライアー ライアー』や『ブルース・オールマイティ』などのジム・キャリー主演のコメディ映画で知られている。

## フィルモグラフィ
- 『エース・ベンチュラ』 Ace Ventura: Pet Detective (1994) - 監督・脚本
- 『ナッティ・プロフェッサー クランプ教授の場合』 The Nutty Professor (1996) - 監督・脚本
- 『ライアー ライアー』 Liar Liar (1997) - 監督
- 『パッチ・アダムス トゥルー・ストーリー』 Patch Adams (1998) - 監督
- 『ナッティ・プロフェッサー2 クランプ家の面々』 Nutty Professor II: The Klumps (2000) - 製作総指揮
- 『コーリング』 Dragonfly (2002) - 監督・製作
- 『ブルース・オールマイティ』 Bruce Almighty (2003) - 監督・製作
- 『チャックとラリー おかしな偽装結婚!?』 I Now Pronounce You Chuck and Larry (2007) - 製作
- 『エバン・オールマイティ』 Evan Almighty (2007) - 監督・製作
- 『I AM』I AM (2010) - 監督・製作
- 『ブライアン・バンクス』Brian Banks（2018） - 監督